# Terradillos
Terradillos – gmina w Hiszpanii, w prowincji Salamanka, w Kastylii i León, o powierzchni 33,11 km². W 2011 roku gmina liczyła 3371 mieszkańców.